# Fušimi (ASR-402)
Fušimi (ASR-402) byla záchranná loď ponorek Japonských námořních sil sebeobrany (JMSDF). Jedná se o výrazně modernizovanou verzi záchranné lodě Čihaja. Oproti ní byla víceúčelová, neboť sloužila i jako mateřská loď ponorek, zásobující je materiálem a torpédy. Ve službě byla v letech 1970–2000.

## Stavba
Plavidlo postavila japonská loděnice Sumitomo Heavy Industries v Uraga. Kýl lodi byl založen 5. listopadu 1968, dne 10. září 1969 byl trup spuštěn na vodu a do služby byla přijata 10. února 1970. 

## Konstrukce
Elektroniku tvořil námořní vyhledávací radar OPS-9 a trupový sonar AN/SQS-11A. Za můstkem se nacházel jedenáctimetrový sklolaminátový pracovní člun. Oproti předchozí záchranné lodi Čihaja byla Fušimi vybavena větší záchrannou komorou, vyrobenou v Japonsku. Pohonný systém tvořily dva diesely Kawasaki/MAN V6V22/30ATL o celkovém výkonu 3000 hp, pohánějící jeden lodní šroub se stavitelnými lopatkami. Nejvyšší rychlost dosahovala 16 uzlů. 